# Aéroport de Shamshernagar
L'aéroport de Shamshernagar est un aéroport situé au Bangladesh.